# Taphiassa impressa
Taphiassa impressa là một loài nhện trong họ Anapidae. Chúng được Eugène Simon miêu tả năm 1880.